# راپا نوئی (فیلم)
راپا نوئی (به انگلیسی: Rapa-Nui) یا راپای بزرگ فیلمی محصول سال ۱۹۹۴ و به کارگردانی کوین رینولدز است. در این فیلم بازیگرانی همچون جیسون اسکات لی، اسای مورالس، ساندریان هالت ایفای نقش کرده‌اند.